# بيتر جووانز
بيتر جووانز (بالإنجليزية: Peter Gowans)‏ هو مدرب كرة قدم ولاعب كرة قدم بريطاني في مركز نصف الجناح، ولد في 25 مايو 1944 في دندي في المملكة المتحدة، وتوفي في 17 نوفمبر 2009 في كرو في المملكة المتحدة. لعب مع نادي ألدرشوت ونادي روتشديل ونادي ساوثبورت ونادي سلتيك ونادي كرو ألكساندرا.